# 779

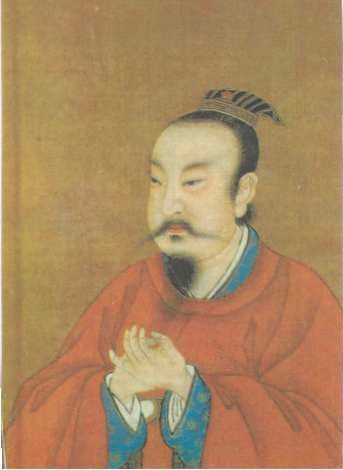
Keizer De Zong (Li Kuo) (742–805)

Het jaar 779 is het 79e jaar in de 8e eeuw volgens de christelijke jaartelling.

## Gebeurtenissen

### Brittannië
- Koning Offa van Mercia verslaat bij Bensington (huidige Oxfordshire) zijn rivaal Cynewulf van Wessex. Hij herovert Berkshire en mogelijk de stad Londen met een aangrenzend gebied langs de rivier de Theems. Volgens bronnen van de Angelsaksische kroniek weigert Offa een voorgesteld huwelijk tussen een van zijn kinderen met een van de zonen van Karel de Grote.

### Europa
- Saksenoorlog: Koning Karel de Grote steekt met een Frankisch leger de Rijn over en onderdrukt bij Bocholt (Noordrijn-Westfalen) een opstand van de Saksen. Hij benoemt graven voor de veroverde gebieden, waaronder ook leden van de Saksische adel. Oostfalen, Engern en Westfalen worden ingelijfd bij het Frankische Rijk.

### Azië
- 23 mei – Keizer Dai Zong overlijdt na een regeerperiode van 17 jaar. Hij wordt opgevolgd door zijn zoon De Zong die als heerser van de Tang-dynastie de troon bestijgt van het Chinese Keizerrijk.

## Religie
- De Abdij Sainte-Marie de Lagrasse (Occitanië (regio)) wordt gesticht.
- Koning Trisong Detsen van Tibet sticht de Gajiu-tempel (nabij Tsetang).
- Timoteüs I wordt benoemd tot patriarch van Bagdad (waarschijnlijke datum).

## Overleden
- Alberic, abt van Stavelot-Malmedy
- Gerard I, Frankisch graaf
- 23 mei – Dai Zong (52), keizer van het Chinese Keizerrijk
- Sturmius, abt van Fulda (waarschijnlijke datum)
- Walburga, Angelsaksisch missionaris